# Nikita Wladlenowitsch Jermakow
Nikita Wladlenowitsch Jermakow (russisch Никита Владленович Ермаков; * 19. Januar 2003 in Sysran) ist ein russischer Fußballspieler.

## Karriere

### Verein
Jermakow begann seine Karriere bei ZSKA Moskau. Zur Saison 2022/23 rückte der Mittelfeldspieler in den Profikader der Moskauer. Daraufhin debütierte er im Juli 2022 gegen Ural Jekaterinburg für die Profis in der Premjer-Liga. In seiner ersten Spielzeit bei den Profis kam er zu 22 Einsätzen in der Premjer-Liga. In der Saison 2023/24 absolvierte er bis zur Winterpause fünf Spiele.
Im Januar 2024 wurde Jermakow innerhalb der Liga an den FK Nischni Nowgorod verliehen.

### Nationalmannschaft
Jermakow durchlief ab der U-16 sämtliche russische Jugendnationalauswahlen. Im September 2022 debütierte er im U-21-Team.